# Daniela Nuțu-Gajić
Daniela Nuțu-Gajić (născută Daniela Silvia Nuțu; n. 8 iunie 1957, Timișoara, România) este campioană olimpică la șah, deținătoare a titlului de Mare maestru la șah la categoria feminin și antrenoare de șah, de origine română, stabilită în Australia. A reprezentat România în șapte olimpiade de șah, unde a câștigat cinci medalii, inclusiv două medalii de aur individuale. A câștigat de trei ori Campionatul român de șah feminin în 1978, 1979 și 1980, Campionatul Iugoslav de șah feminin în 1989 și Campionatul Australian de șah feminin în 1995.

## Cariera în șah
Daniela Nuțu-Gajić a câștigat Campionatul român de șah feminin de trei ori consecutiv, în 1978, 1979 și 1980, s-a clasat pe locul al II-lea în 1983 și pe locul al III-lea în 1984 și 1985.
A reprezentat România la șapte olimpiade de șah, în perioada 1978-1884, ajungând la un total de cinci medalii. La cea de-a 24-a olimpiadă de șah la Valletta din 1980 a obținut un scor de 7,5 din 10 și a câștigat medalia de aur la a treia tablă. În continuare și-a îmbunătățit performanța și a obținut un scor de 11 din 12 la cea de-a 25-a olimpiadă de șah la Lucerna în 1982, reușind să câștige medalia de aur la individual la a treia tablă, precum și medalia de argint la echipe. De asemenea, contribuția ei a adus României două medalii de bronz la echipe, în 1984 la Salonic și în 1986 la Dubai. La Olimpiada de șah din Manila, în 1992, a învins-o pe Nona Gaprindashvili, fostă campioană mondială la șah.
A reprezentat România la trei Balcaniade de șah feminin în 1979, 1985 și 1992. A câștigat medalia de aur la echipe în 1985, două medalii de argint la individual în 1985 și 1992, două medalii de argint la echipe în 1979 și 1992 și o medalie de bronz la individual în 1979.
Daniela Nuțu-Gajić a câștigat, la individual sau cu echipa, mai multe competiții internaționale, precum cea de la Plovdiv în 1979, Bad Kissingen în 1981, Băile Herculane în 1982 și 1986 sau Atena în 1983. De asemenea, a obținut un loc pe podium la Novi Sad în 1979, Capablanca Memorial Havana în 1986, Tuzla în 1991, Nova Gorica în 1993 și Bohemia Chrudim în 1994.
A concurat în diferite campionate locale și interzonale de șah feminin. În 1985, la campionatul interzonal din Havana, a obținut scorul de 8,5/13 puncte și s-a clasat pe locul al treilea, la egalitate cu Pia Cramling și Nana Ioseliani, însă Cramling a câștigat meciurile play-off și s-a calificat mai departe. La campionatul interzonal din Subotica din 1991 a obținut 7/13 puncte și s-a clasat la egalitate pe locul al treisprezecelea. La turneul zonal din Hajdúszoboszló din 1991, s-a clasat pe locul al doilea, după Ildiko Madl. În 1993, la Timișoara, s-a clasat pe locul al treilea la egalitate, iar în 1995 a concurat la Nadole.
Nuțu-Gajić a câștigat cel de-al 42-lea campionat iugoslav de șah feminin în 1989, cu un scor de 10,5/15. În 1978 a obținut titlul de Mare Maestru internațional la șah feminin, în 1986 titlul de Mare maestru la șah feminin, iar în 2007 titlul de anrenor FIDE.
După ce s-a stabilit în Australia, s-a remarcat în lumea șahului, a câștigat Campionatul australian de șah feminin și Campionatul sud-australian în 1995, iar în anul următor a câștigat Queensland Women's Championship.
A fost prima femeie din Australia deținătoare a titlului de Mare maestru la șah și cea mai bine cotată, însă nu a mai participat la nicio competiție din 1998. În 2014 s-a stabilit în Adelaide, unde antrenează o echipă de șah pentru juniori.